# 귀인 권씨 (성종)
귀인 권씨(貴人 權氏, 1471년 - 1500년)는 조선 성종의 후궁이다.

## 생애
조선의 제9대 왕 성종의 후궁이다. 성은 권, 본관은 안동이며, 아버지는 금성현령을 지낸 권수, 어머니는 평산 한씨 한가구의 딸이다. 성종 때부터 중종 때에 걸쳐 관리를 지낸 권주는 권씨의 오빠이다.
1479년(성종 10년) 음력 9월 28일 정식으로 예조에 전교를 내려 권씨를 숙의의 예로 맞이하도록 하였으며, 이듬해인 1480년(성종 11년) 음력 1월 19일 정식으로 입궁하여 종2품 숙의가 되었다. 이때 아버지 권수는 이미 사망한 후였다.
성종과의 사이에서 아들 전성군만을 두었으며, 성종이 사망할 때는 숙의로 있었다. 이후 종1품 귀인으로 진봉되었으며, 연산군과는 관계가 비교적 좋은 편이었던 덕분에 연산군 재위 시절에도 별다른 화를 입지 않았다.

## 가족 관계
- 아버지 : 권수 (權壽, 생몰년 미상)
- 어머니 : 한가구(韓可久)의 딸
  - 오빠 : 권주 (權輳, 1458~1518)
  - 남편 : 제9대 성종 (成宗, 1457~1494, 재위:1469~1494)
    - 아들 : 전성군 (全城君, 1490~1505)
    - 며느리 : 안동 권씨 권건(權健)의 딸

## 귀인 권씨가 등장한 작품
- 《인수대비》 (JTBC, 2011~2012, 배우:강초희)